# Вознесенка (Кусинський район)
Вознесенка (рос. Вознесенка) — село у Кусинському районі Челябінської області Російської Федерації.
Входить до складу муніципального утворення Злоказовське сільське поселення. Населення становить 149 осіб (2010).

## Історія
Від 1940 року належить до Кусинського району Челябінської області.
Згідно із законом від 9 червня 2004 року органом місцевого самоврядування є Злоказовське сільське поселення.

## Населення
| 2002 | 2010 |
| ---- | ---- |
| 203  | ↘149 |